# Elecciones generales de Tanzania de 1990
Las elecciones generales de Tanzania de 1990, se celebraron el 28 de octubre de 1990. Estas fueron las últimas bajo el sistema del unipartidismo. Domina la política del país el Partido de la Revolución (CCM), ocupando la presidencia desde la independencia de Tanzania y la Asamblea Nacional. Se escogieron 284 escaños parlamentarios. El Presidente era elegido a través de referéndum revocatorios, donde los ciudadanos se pronunciaban si desean la mantención del Presidente en ejercicio o buscaban otra opción dentro del único partido existente en el país.

## Antecedentes

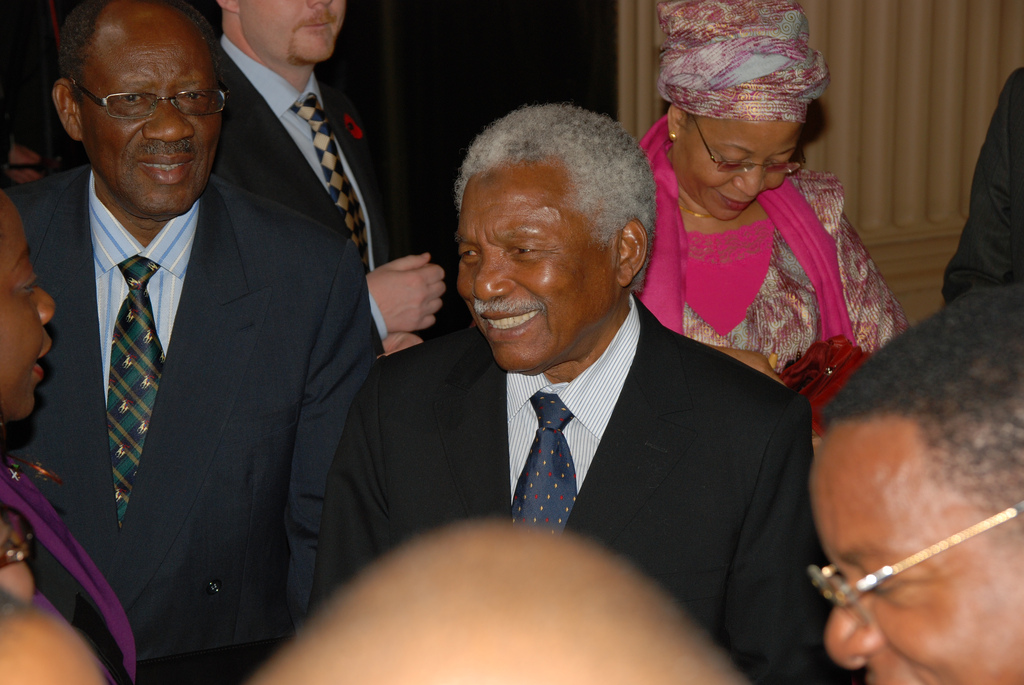
Presidente Ali Hassan Mwinyi.

El Partido de la Revolución (CCM) era el único partido político existente en Tanzania, y la existencia de oposición era perseguida por el régimen autoritario que llevaba el mandatario Ali Hassan Mwinyi. 
La corrupción era el factor que más aquejaba al gobierno, pero era imposible que la escasa oposición pudiese organizarse para exigir elecciones libres. Tanzania también había sufrido una crisis económica grave, que obligó al revolucionario partido de gobierno a un ajuste en las políticas económicas centralizadas, virando hacia la visión capitalista del Banco Mundial y del Fondo Monetario Internacional.
El país se dividía en 130 distritos electorales, para los efectos de escoger a los representantes uninominales que compondrían la Asamblea Nacional, donde residía el poder legislativo. El archipiélago de Zanzíbar, como región semiautónoma, escogía su propio presidente y su Cámara de Representantes, bajo el mismo sistema del unipartidismo.

## Resultados electorales

### Presidenciales
|  | 97,78 % |

|  | 2,21 % |

|  | 92,13 % |

|  | 4,87 % |

|  | 100,0 % |

|  | 74,4 % |

### Asamblea Nacional
|  | 100,00 % |

|  | 92,29 % |

|  | 7,71 % |

|  | 100,00 % |

|  | 74,34 % |